# Becton Dickinson
Becton, Dickinson and Company (BD) est une entreprise américaine qui produit et vend du matériel médical. Créée en 1897 et ayant son siège à Franklin Lakes, au New Jersey, BD est présent dans près de 50 pays et emploie plus de 70 000 personnes.
Pendant l’année fiscale 2009, 60 % des ventes de BD provenaient des marchés en dehors des États-Unis. Parmi les clients de l’entreprise, on trouve principalement des hôpitaux, des laboratoires et des chercheurs.
BD a été une des premières entreprises à vendre des seringues aux États-Unis. Ce fut également un pionnier de la production d’aiguille hypodermique. Aujourd’hui, l’activité de BD est découpée en trois segments : BD Medical, BD Diagnostics et BD Biosciences.

## Histoire
En octobre 2014, Becton Dickinson acquiert CareFusion pour 12 milliards de dollars, payé principalement en liquidités. Les actionnaires de CareFusion n'ayant que 8 % de la nouvelle entité créée.
En avril 2017, Becton Dickinson annonce l'acquisition de C.R. Bard, fabricant de matériel médical spécialisé dans l'urologie, le diabète, les maladies vasculaires et les cancers, pour 24 milliards de dollars.

### Activités de lobbying
Selon le Center for Responsive Politics, les dépenses de lobbying de Becton Dickinson aux États-Unis s'élèvent en 2017 à 1 490 000 dollars.
Becton Dickinson est inscrit depuis 2016 au registre de transparence des représentants d'intérêts auprès de la Commission européenne. Il déclare en 2017 pour cette activité des dépenses annuelles d'un montant compris entre 400 000 et 500 000 euros.
Pour l'année 2017, Becton Dickinson déclare à la Haute Autorité pour la transparence de la vie publique exercer des activités de lobbying en France pour un montant qui n'excède pas 200 000 euros.